# Naturschutzgebiet Mühlenlaar
Koordinaten: 51° 42′ 3″ N, 7° 52′ 47″ O

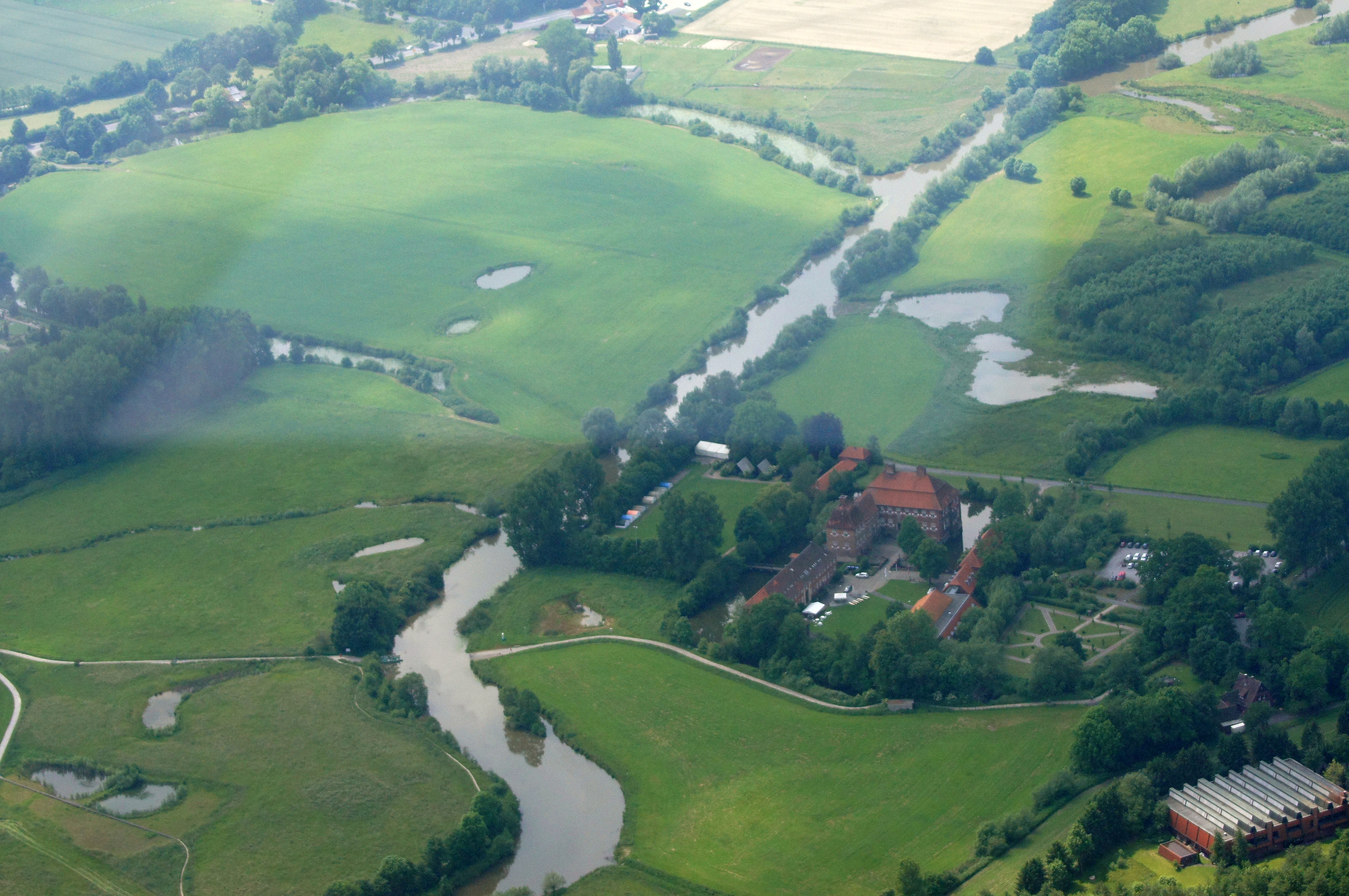
Naturschutzgebiet Mühlenlaar (Juni 2014)

Das Naturschutzgebiet Mühlenlaar liegt auf dem Gebiet der kreisfreien Stadt Hamm in Nordrhein-Westfalen.
Das rund 75,91 ha große Gebiet, das im Jahr 1995 unter der Schlüsselnummer HAM-011 unter Naturschutz gestellt wurde, erstreckt sich nordöstlich der Kernstadt Hamm entlang der südlich fließenden Lippe und südlich von Westhusen. Südlich des Gebietes verläuft die Landesstraße L 736 und fließt der Datteln-Hamm-Kanal.